# Georg Kreisel
Georg Kreisel (* 15. September 1923 in Graz; † 1. März 2015 in Salzburg) war ein britisch-US-amerikanischer Logiker und Mathematiker.

## Leben
Kreisel wurde in Österreich geboren und aufgrund seines jüdischen Hintergrundes vor dem Einmarsch der Nationalsozialisten in Österreich 1938 von seinen Eltern nach England geschickt, wo er im Alter von 19 Jahren sein Studium der Mathematik am Trinity College der Universität Cambridge begann, mit dem Bachelorabschluss 1944. Sein Landsmann Ludwig Wittgenstein hielt ihn für seinen besten Schüler. Während des Zweiten Weltkriegs arbeitete er in der britischen Militärforschung (er untersuchte unter anderem die Auswirkungen von Wellen auf die für die Landung in der Normandie gebauten künstlichen Häfen) und promovierte nach dem Krieg an der Universität Cambridge. Er war nach dem Krieg eng mit der anglo-irischen Schriftstellerin Iris Murdoch befreundet. Der englische Physiker und Nobelpreisträger Francis Crick zählte ihn zu seinen wichtigsten Mentoren. Er unterrichtete 1949 bis 1960 an der Universität Reading, wobei er zwischendurch (1955 bis 1957) an das Institute for Advanced Studies in Princeton, New Jersey, USA wechselte, wohin er auf Einladung von Kurt Gödel kam (den wiederum Freeman Dyson dazu anregte). 1958 bis 1959 war er an der Stanford University und 1960 bis 1962 an der Universität Paris. 1962 wurde er zum Professor an der Stanford-Universität ernannt, wo er bis zu seiner Pensionierung 1985 blieb.
Kreisel bearbeitete verschiedene Felder der mathematischen Logik und Beweistheorie, wo er durch sein sogenanntes „Unwinding“-Programm bekannt wurde. Er setzte sich eingehend mit den Theorien von Kurt Gödel auseinander, bei dem er am Institute for Advanced Study war und mit dem er danach korrespondierte.
1966 wurde er in die Royal Society gewählt.
1958 war er Invited Speaker auf dem Internationalen Mathematikerkongress in Edinburgh (Ordinal logics and the characterization of informal concepts of proof).

## Eigene Arbeiten (Auszug)
- On the interpretation of non-finitist proofs – Part I, J. Symbolic Logic, Band 16, 1951, S. 241–267, Teil II, Band 17, 1952, S. 43–58.
- Mathematical significance of consistency proofs, J. Symbolic Logic, Band 23, 1958, S. 155–182.
- A survey of proof theory, J. Symbolic Logic, Band 33, 1968, S. 321–388.
- Hilbert`s Programme, Dialectica, Band 12, 1958, S. 346–372, Nachdruck in Benacerraf, Putnam (Hrsg.): Philosophy of Mathematics. Selected Readings, Prentice Hall 1964
- Proof theory: Some personal recollections, in Gaisi Takeuti (Herausgeber) Proof Theory. 2. Auflage. Elsevier 1987, S. 395–405.
- Logical aspects of computation: Contributions and distractions, in Odifreddi (Hrsg.): Logic and Computer Science, Academic Press, 1990
- On the idea(l) of logical closure, Annals of Pure and Applied Logic, Band 56, 1992, S. 19–41.
- mit Jean-Louis Krivine: Elements of mathematical logic (model theory), North Holland 1967 (französisches Original Dunod 1966)
  - Deutsche Übersetzung: Modelltheorie: eine Einführung in die mathematische Logik und Grundlagentheorie. Springer Verlag 1972
- Piergiorgio Odifreddi (Hrsg.): Kreiseliana: about and around Georg Kreisel, Wellesley, Massachusetts, A. K. Peters 1996 (Aufsatzsammlung von und über Georg Kreisel)